# Bistum Stavanger

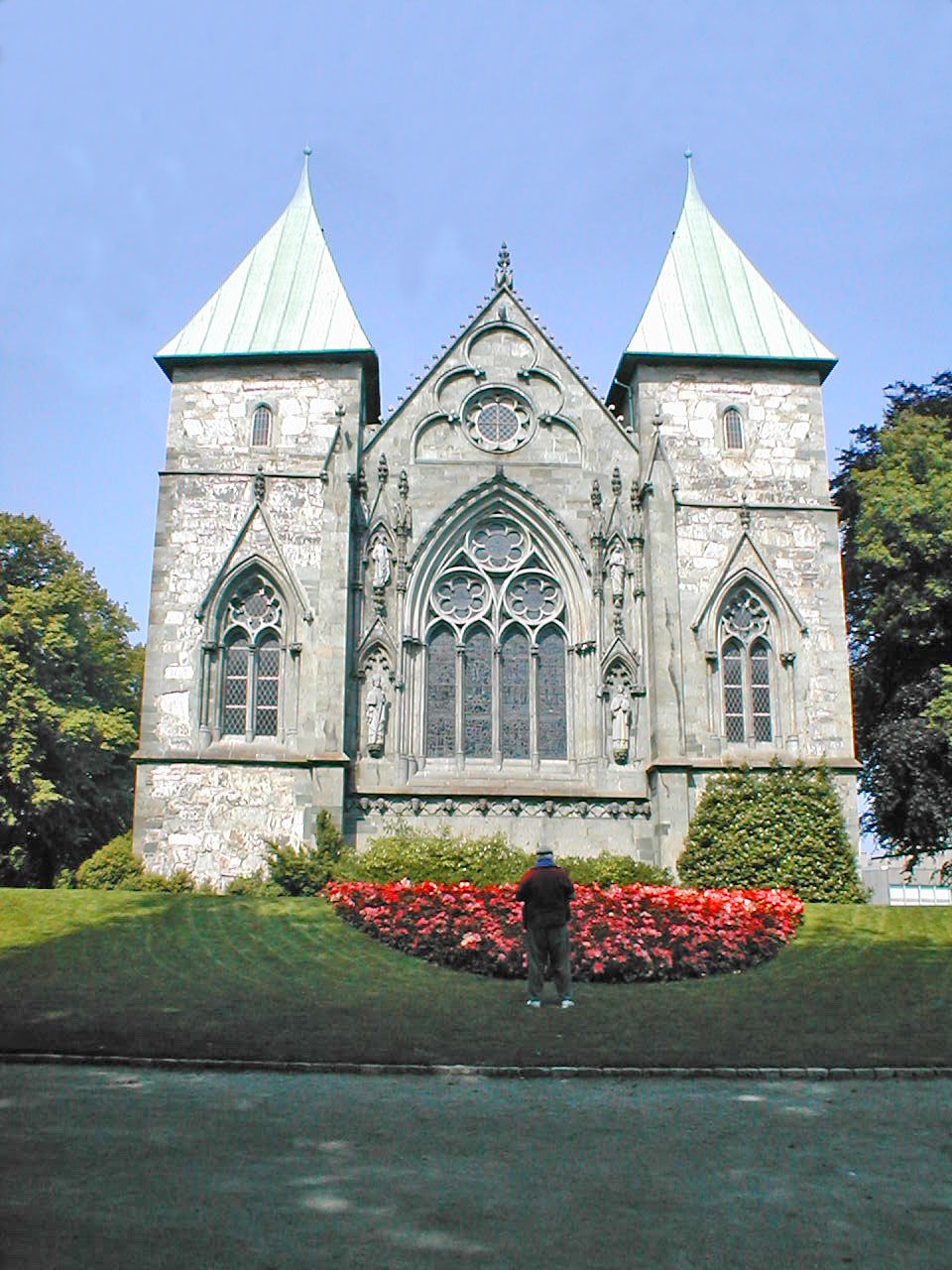
Stavanger Domkirche

Karte der lutherischen Bistümer in Norwegen
Stavanger

Das Bistum Stavanger (norwegisch: Stavanger bispedømme) ist eine der elf Diözesen der evangelisch-lutherischen Norwegischen Kirche. Als Bischöfin amtiert seit 2019 Anne Lise Ådnøy. Die Kathedrale ist der Dom zu Stavanger.

## Geschichte
Das Bistum Stavanger war eines der fünf historischen römisch-katholischen Bistümer und umfasste bei seiner Gründung in den 1120er Jahren die Gebiete Rogaland, Agder, Valdres und Hallingdal. Erster Bischof war Reinald von Stavanger. Mit der Reformation in Norwegen 1537 wurde das Bistum evangelisch-lutherisch. 1682 wurde der Bischofssitz in die neu gegründete Stadt Christianssand verlegt, um deren Bedeutung zu stärken, und das Bistum änderte seinen Namen in Bistum Christianssand. 1925 wurde das Bistum geteilt und ein neues Bistum Stavanger gegründet; das Bistum Christianssand wurde gleichzeitig in Bistum Agder umbenannt.

## Umfang
Das moderne Bistum Stavanger umfasst das Gebiet des Fylke Rogaland und besteht aus 90 Kirchengemeinden in neun Propsteien (norwegisch prosti). Von den 482 645 Einwohnern des Gebiets gehörten Ende 2020 322 527 (=67 %) zur Norwegischen Kirche. Das Bistum hatte 2020 111,1 Vollzeitstellen (årsverk), wovon 97,4 Stellen Pfarrstellen waren.

## Bischöfe seit 1925
- Jacob Christian Petersen (1925–1940)
- Gabriel Skagestad (1940–1949)
- Karl Marthinussen (1949–1960)
- Fridtjov Birkeli (1960–1968)
- Olav Hagesæther (1968–1976)
- Sigurd Lunde (1976–1985)
- Bjørn Bue (1985–1997)
- Ernst Baasland (1998–2009)
- Erling Pettersen (2009–2016)
- Ivar Braut (2017–2018)
- Anne Lise Ådnøy (seit 2019)